# Cerme Kidul
Cerme Kidul is een bestuurslaag in het regentschap Gresik van de provincie Oost-Java, Indonesië. Cerme Kidul telt 5286 inwoners (volkstelling 2010).